# Sarah Josepha Hale

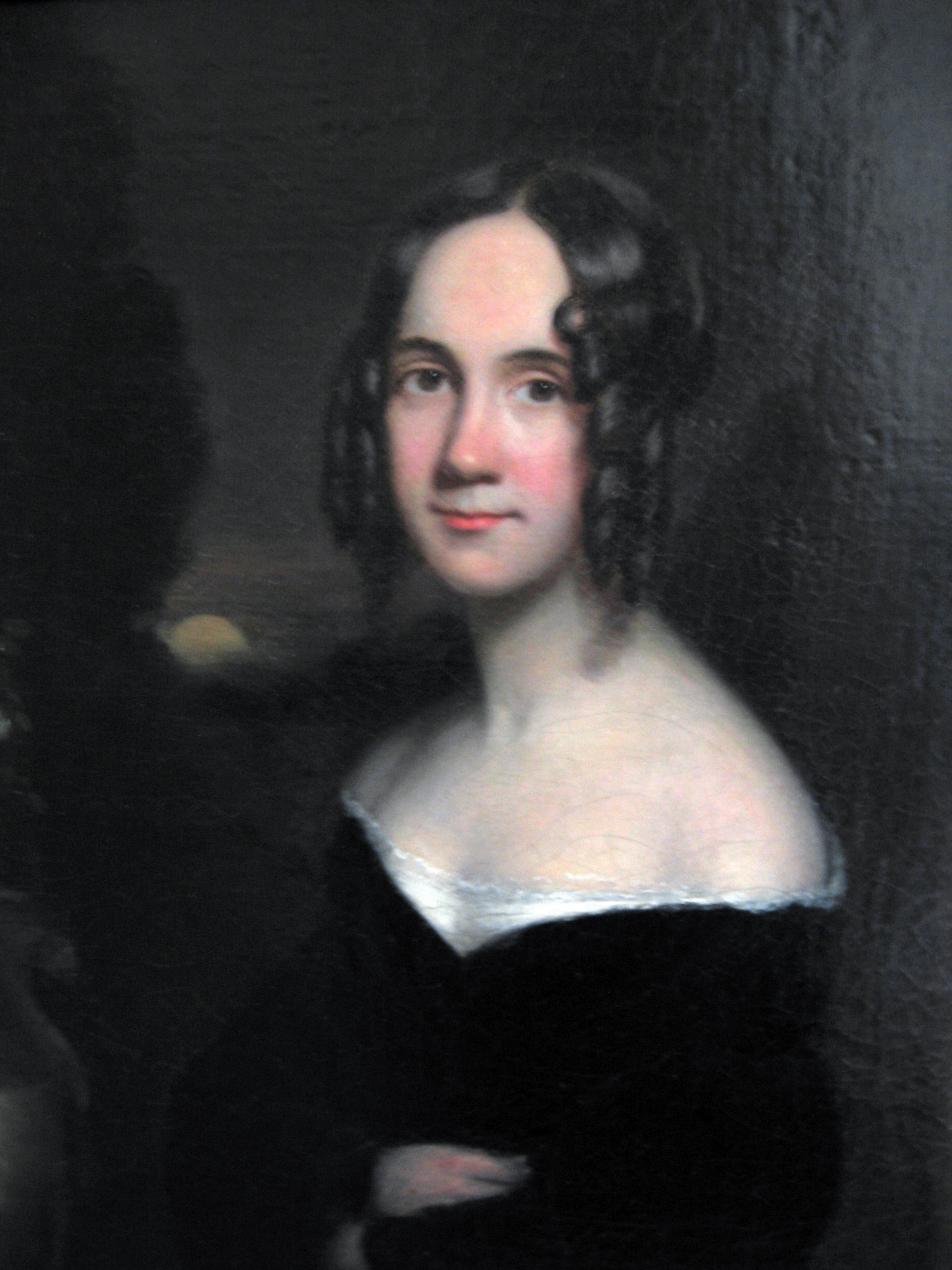
Sarah Josepha Hale, Gemälde von James Reid Lambdin, 1831

Schattenriss von Hale, Auguste Edouart, 1842

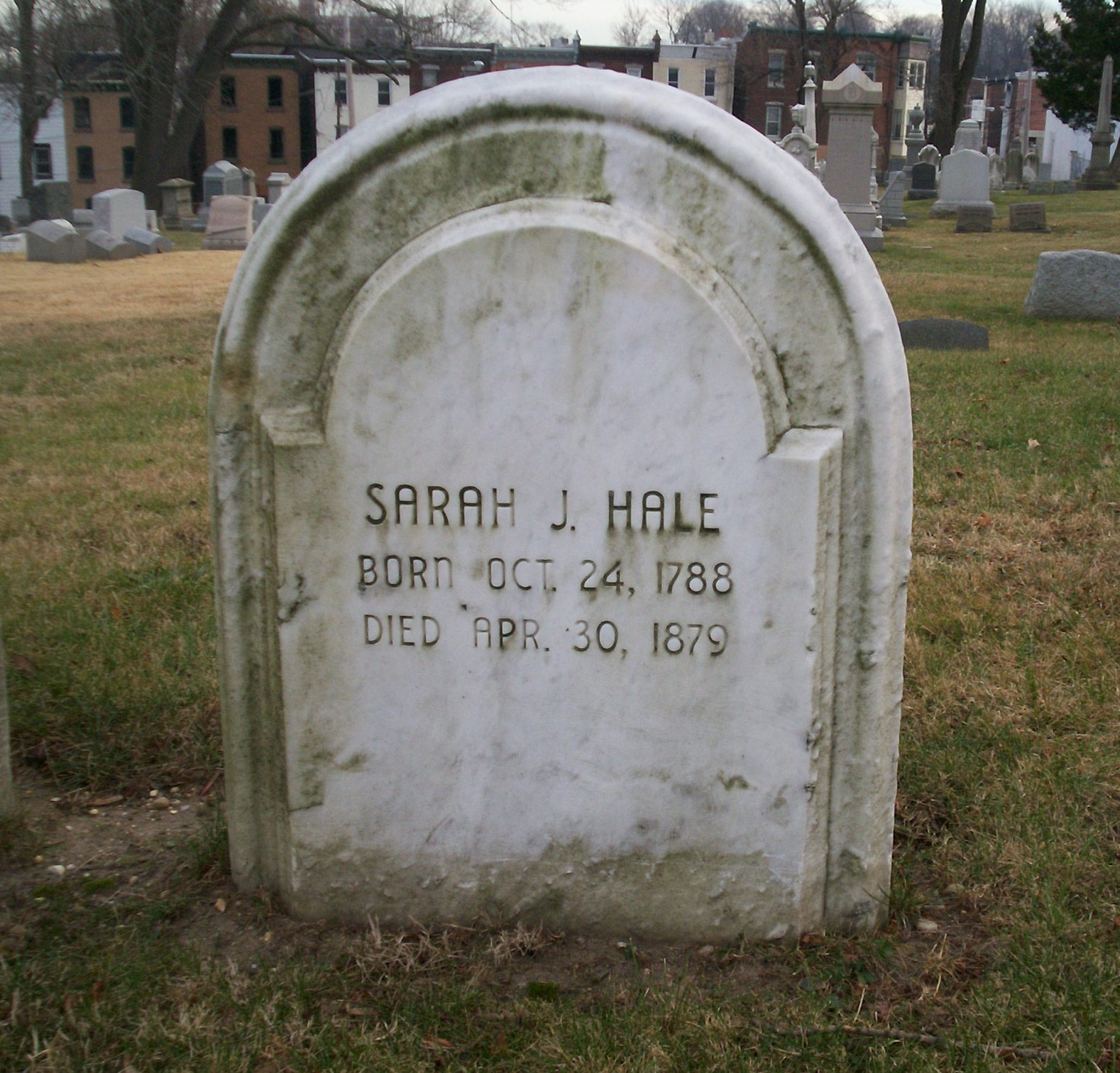
Grabstein für Sarah Josepha Hale auf dem Laurel Hill Cemetery in Philadelphia, Aufnahme von 2008

Sarah Josepha Buell Hale (* 24. Oktober 1788 in Newport, New Hampshire; † 30. April 1879 in Philadelphia, Pennsylvania) war eine US-amerikanische Schriftstellerin, Aktivistin und Chefredakteurin. Sie war die Autorin des Kinderliedes Mary Had a Little Lamb. Hale setzte sich für die Einführung des amerikanischen Feiertags Thanksgiving und für die Fertigstellung des Bunker Hill Monuments ein.

## Leben
Sarah Josepha Buell wurde als Tochter von Captain Gordon Buell, einem Veteranen des Unabhängigkeitskriegs, und Martha Whittlesay Buell geboren. Ihre Eltern setzten sich für eine gleichberechtigte Bildung beider Geschlechter ein. Hale wurde von ihrer Mutter und ihrem älteren Bruder Horatio (der Dartmouth besucht hatte) zu Hause unterrichtet und war ansonsten Autodidaktin. Hale wurde Lehrerin vor Ort.
1811 lernte Sarah den Anwalt David Hale kennen und heiratete am 23. Oktober 1813. Sie bekamen fünf Kinder: David (1815), Horatio (1817), Frances (1819), Sarah (1820) und William (1822). David Hale starb 1822, und Sarah Josepha Hale trug für den Rest ihres Lebens Schwarz als Zeichen der ewigen Trauer.
1823 veröffentlichte Sarah Hale mit finanzieller Unterstützung der Freimaurerloge ihres verstorbenen Mannes eine Sammlung ihrer Gedichte mit dem Titel The Genius of Oblivion. Vier Jahre später, 1827, erschien ihr erster Roman in den USA unter dem Titel Northwood: Life North and South und in London unter dem Titel A New England Tale. Der Roman machte Hale zu einer der ersten Autorinnen, die ein Buch über die Sklaverei schrieb, und zu einer der ersten amerikanischen Schriftstellerinnen. Das Buch propagierte die Tugenden Neuenglands als Vorbild für nationalen Wohlstand und war ein sofortiger Erfolg. Der Roman unterstützte die Umsiedlung der afrikanischen Sklaven in die Freiheit nach Liberia und beschrieb, wie die Sklaverei nicht nur die Sklaven absolut verletzt und entmenschlicht, sondern auch die Herren entmenschlicht und den psychologischen, moralischen und technologischen Fortschritt in ihrer Welt verzögert.
Reverend John Lauris Blake lobte Northwood und bat Hale, nach Boston zu ziehen, um als Redakteurin seiner Zeitschrift, des Ladies’ Magazine, zu fungieren. Sie stimmte zu und war von 1828 bis 1836 als Chefredakteurin in Boston tätig; sie bevorzugte den Titel Editress anstelle des gängigen Editors. Der Frauenrechtler John Neal gelobt, der in The Yankee verkündete: „Wir hoffen auf den Tag, an dem Redakteurinnen so häufig sein werden wie Redakteure, und an dem unsere Frauen jeden Alters in der Lage sein werden, sich selbst zu versorgen, ohne gezwungen zu sein, für Brot zu heiraten.“ Hale selbst hoffte, dass die Zeitschrift zur Erziehung der Frauen beitragen würde, wie sie schrieb, „nicht damit sie sich die Stellung aneignen oder in die Vorrechte des Mannes eingreifen, sondern damit jede Einzelne dem intellektuellen und moralischen Charakter derer, die in ihrer Sphäre sind, ihre Hilfe angedeihen lassen kann“. Ihre Sammlung Poems for Our Children, zu der auch Mary Had a Little Lamb (ursprünglich unter dem Titel Mary’s Lamb) gehört, wurde 1830 veröffentlicht. Das Gedicht war für Kinder geschrieben, ein Publikum, für das viele Dichterinnen dieser Zeit schrieben. Hale gründete 1833 die Seaman’s Aid Society, um die Hinterbliebenen von auf See verstorbenen Bostoner Seeleuten zu unterstützen.
Louis Antoine Godey aus Philadelphia wollte Hale als Redakteurin für seine Zeitschrift Godey’s Lady’s Book einstellen. Er kaufte das Ladies’ Magazine, das nun in American Ladies’ Magazine umbenannt wurde, und fusionierte es mit seiner Zeitschrift. 1837 begann Hale als Redakteurin des erweiterten Godey’s Lady’s Book zu arbeiten, bestand aber darauf, von Boston aus zu redigieren, während ihr jüngster Sohn William das Harvard College besuchte. Sie blieb vierzig Jahre lang Redakteurin bei Godey’s und ging erst 1877 in den Ruhestand, als sie fast 90 Jahre alt war.
Während ihrer Zeit bei Godey’s trugen diverse bedeutende Frauen Lyrik und Prosa zu der Zeitschrift bei, darunter Lydia Sigourney, Caroline Lee Hentz, Elizabeth Fries Ellet, Eliza Cook und Frances Sargent Osgood. Weitere namhafte Autoren waren Nathaniel Hawthorne, Oliver Wendell Holmes, Washington Irving, James Kirke Paulding, William Gilmore Simms und Nathaniel Parker Willis. Damit wurde Hale durch ihre Position zu einem prägenden Faktor für den amerikanischen Geschmack in dieser Zeit, da Godey’s ohne nennenswerte Konkurrenten und mit über 150 000 Abonnenten im Norden wie im Süden eine dominante Position innehatte. Dies galt nicht nur für Literatur, sondern auch für andere Themen der Zeitschrift von Mode für Frauenkleidung, Kochen oder Wohnarchitektur bis hin zu Moralfragen.
Hale veröffentlichte bis zu ihrem Lebensende fast fünfzig Bände mit Romanen und Gedichten. Seit den 1840er Jahren gab sie auch mehrere Ausgaben des jährlichen Geschenkbuchs The Opal heraus.
Hale zog sich 1877 im Alter von 89 Jahren von ihren redaktionellen Aufgaben zurück. Im selben Jahr sprach Thomas Edison die Anfangszeilen von Mary’s Lamb als erste Rede, die jemals auf seinem neu erfundenen Phonographen aufgezeichnet wurde.
Hale starb 1879 in ihrem Haus in Philadelphia und wurde auf dem Laurel Hill Cemetery begraben.

## Positionen
In ihrer Rolle als Chefredakteurin ab 1852 schuf Hale eine Rubrik mit dem Titel „Beschäftigung von Frauen“, in der sie die Versuche von Frauen, in die Arbeitswelt einzutreten, erörterte. Hale veröffentlichte auch die Werke von Catharine Beecher, Emma Willard und anderen frühen Befürwortern der Bildung für Frauen. Sie plädierte für Spiel und körperliche Erziehung als wichtige Lernerfahrungen für Kinder. Im Jahr 1829 schrieb Hale: „Körperliche Gesundheit und die damit verbundene Fröhlichkeit fördern einen glücklichen Ton des moralischen Empfindens und sind für erfolgreiche intellektuelle Anstrengungen unerlässlich.“
Hale war eine frühe Befürworterin der höheren Bildung für Frauen und half bei der Gründung des Vassar College. Ihr Einsatz für die Bildung von Frauen begann, als Hale das Ladies’ Magazine herausgab, und dauerte bis zu ihrer Pensionierung. Hale schrieb nicht weniger als siebzehn Artikel und Leitartikel über die Bildung von Frauen und trug dazu bei, die Gründung eines reinen Frauencolleges für eine Öffentlichkeit akzeptabel zu machen, die an diese Idee nicht gewöhnt war. 1860 verlieh das Baltimore Female College Hale eine Medaille „für herausragende Verdienste in der Sache der Frauenbildung“.
Hale setzte sich unermüdlich dafür ein, das historische Andenken an herausragende Frauen zu wahren. Zu ihren über 50 Büchern gehörten mehrere Ausgaben von Woman’s Record: Sketches of All Distinguished Women, from the Creation to A.D. 1854 (1855), das mit seinen 2500 Einträgen den enzyklopädischen Versuch unternahm, Frauen in den Mittelpunkt der Weltgeschichte zu stellen. Sie interpretierte den Fortschritt der Geschichte als auf der Entwicklung des Christentums beruhend und betonte, wie wesentlich die Moral der Frauen für das Christentum sei, denn sie argumentierte, dass die Frau „die von Gott eingesetzte Vermittlerin der Moral“.
Als Chefredakteurin präsentierte sie in ihrer Zeitschrift diverse Themen und unterschiedlichste Positionen. In ihrem Werk bekräftigte sie jedoch stereotype Geschlechterrollen, insbesondere die häusliche Rolle der Frau, während sie höchstens beiläufig versuchte, diese zu erweitern. Hale glaubte zum Beispiel, dass Frauen die Moral der Gesellschaft prägten, und drängte darauf, dass Frauen moralisch erbauliche Romane schreiben sollten. Sie schrieb, dass „während der Ozean des politischen Lebens mit dem Sturm der parteiischen Leidenschaften unter den Männern Amerikas wogt und wütet … [Frauen als] die wahren Bewahrerinnen des Friedens und des guten Willens sollten darauf bedacht sein, jedes sanfte Gefühl zu kultivieren“. Hale unterstützte das Frauenwahlrecht nicht und glaubte stattdessen an den „verdeckten, stillen Einfluss der Frauen“, um männliche Wähler zu beeinflussen.

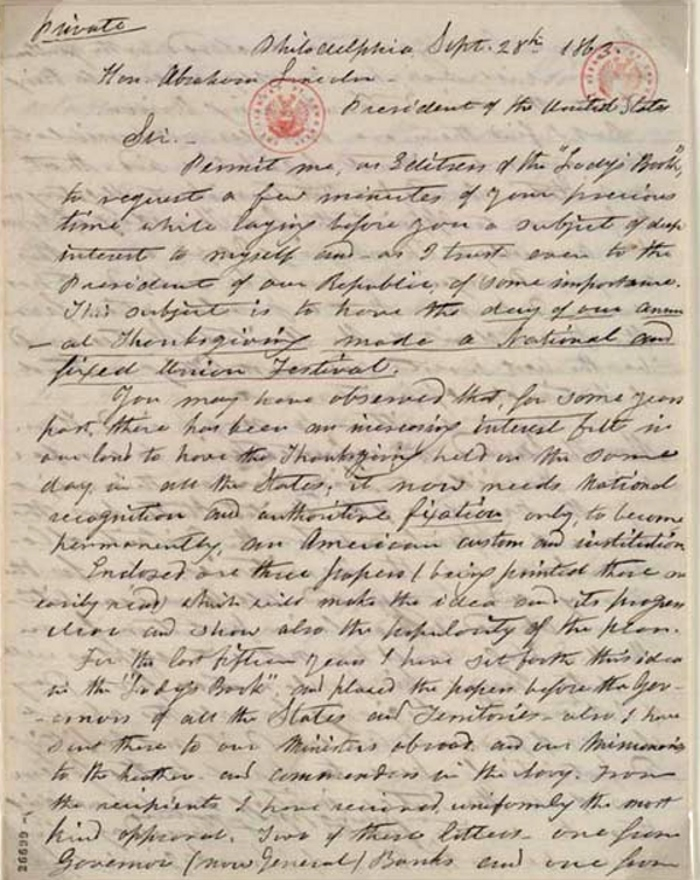
Brief von Hale an President Lincoln zum Thema Thanksgiving, 1863

Hale war ein starker Befürworter der amerikanischen Nation und Union. In den 1820er und 1830er Jahren, als andere amerikanische Zeitschriften lediglich Artikel aus britischen Zeitschriften zusammenstellten und nachdruckten, gehörte Hale zu den Anführern einer Gruppe amerikanischer Redakteure, die darauf bestanden, amerikanische Autoren zu veröffentlichen. In der Praxis bedeutete dies, dass sie in den ersten Jahren einen größeren Teil der im Ladies’ Magazine veröffentlichten Artikel selbst verfasste. In späteren Jahren bedeutete dies, dass Hale besonders gerne Romane mit amerikanischen Themen wie das Grenzland und historische Romane, die während der amerikanischen Revolution spielen, veröffentlichte. Hale war eine entschiedene Gegnerin der Sklaverei und engagierte sich stark für die Union. Sie nutzte ihre Zeitschrift, um für eine einheitliche amerikanische Kultur und Nation zu werben, und sie veröffentlichte häufig Geschichten, in denen Südstaatler und Nordstaatler gemeinsam gegen die Briten kämpften oder in denen sich ein Südstaatler und ein Nordstaatler verliebten und heirateten.
Hale ist möglicherweise diejenige, die am meisten dafür verantwortlich ist, dass Thanksgiving in den Vereinigten Staaten zu einem nationalen Feiertag wurde; zuvor war es vor allem in Neuengland gefeiert worden. Jeder Bundesstaat legte seinen eigenen Feiertag fest, manche schon im Oktober, andere erst im Januar; im amerikanischen Süden war es weitgehend unbekannt. Ihr Einsatz für den Nationalfeiertag begann 1846 und dauerte 17 Jahre, bevor er erfolgreich war. Zur Unterstützung des vorgeschlagenen Nationalfeiertags schrieb Hale den Präsidenten Taylor, Fillmore, Pierce, Buchanan und Lincoln. Ihre anfänglichen Briefe konnten nicht überzeugen, aber ihr Brief an Lincoln überzeugte ihn davon, die Gesetzgebung zur Einführung eines nationalen Feiertags für Thanksgiving im Jahr 1863 zu unterstützen. Der neue nationale Feiertag wurde als vereinigender Tag nach den Strapazen des Bürgerkriegs angesehen. Vor der Einführung von Thanksgiving waren die einzigen nationalen Feiertage, die in den Vereinigten Staaten gefeiert wurden, Washingtons Geburtstag und der Unabhängigkeitstag. Hales Bemühungen brachten ihr den Spitznamen „Mutter des Thanksgiving“ ein.
Hale setzte sich auch für den Erhalt von George Washingtons Landsitz Mount Vernon als einem Symbol des Patriotismus ein, das sowohl von den Nord- als auch den Südstaaten unterstützt werden konnte.
Hale sammelte in Boston 30.000 Dollar für die Fertigstellung des Bunker Hill Monuments. Als der Bau ins Stocken geriet, bat Hale ihre Leser, jeweils einen Dollar zu spenden, und organisierte außerdem einen riesigen, einwöchigen Kunsthandwerkermarkt auf dem Quincy Market. Am Ende sorgte Hale dafür, dass der 221 Fuß hohe Obelisk, der an die Schlacht von Bunker Hill erinnert, gebaut wurde.

## Nachleben

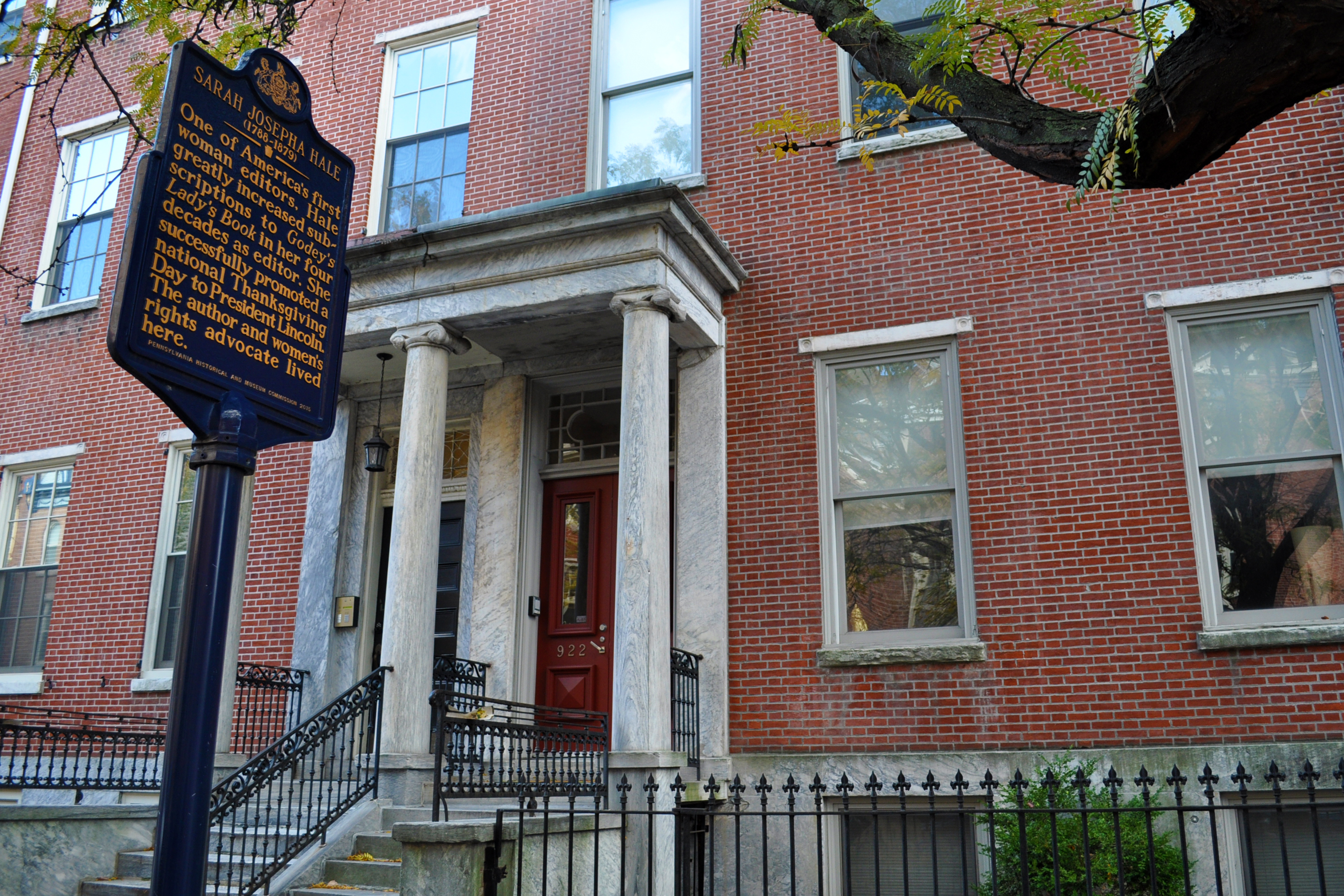
Historical Marker in der 922 Spruce St., Philadelphia, PA

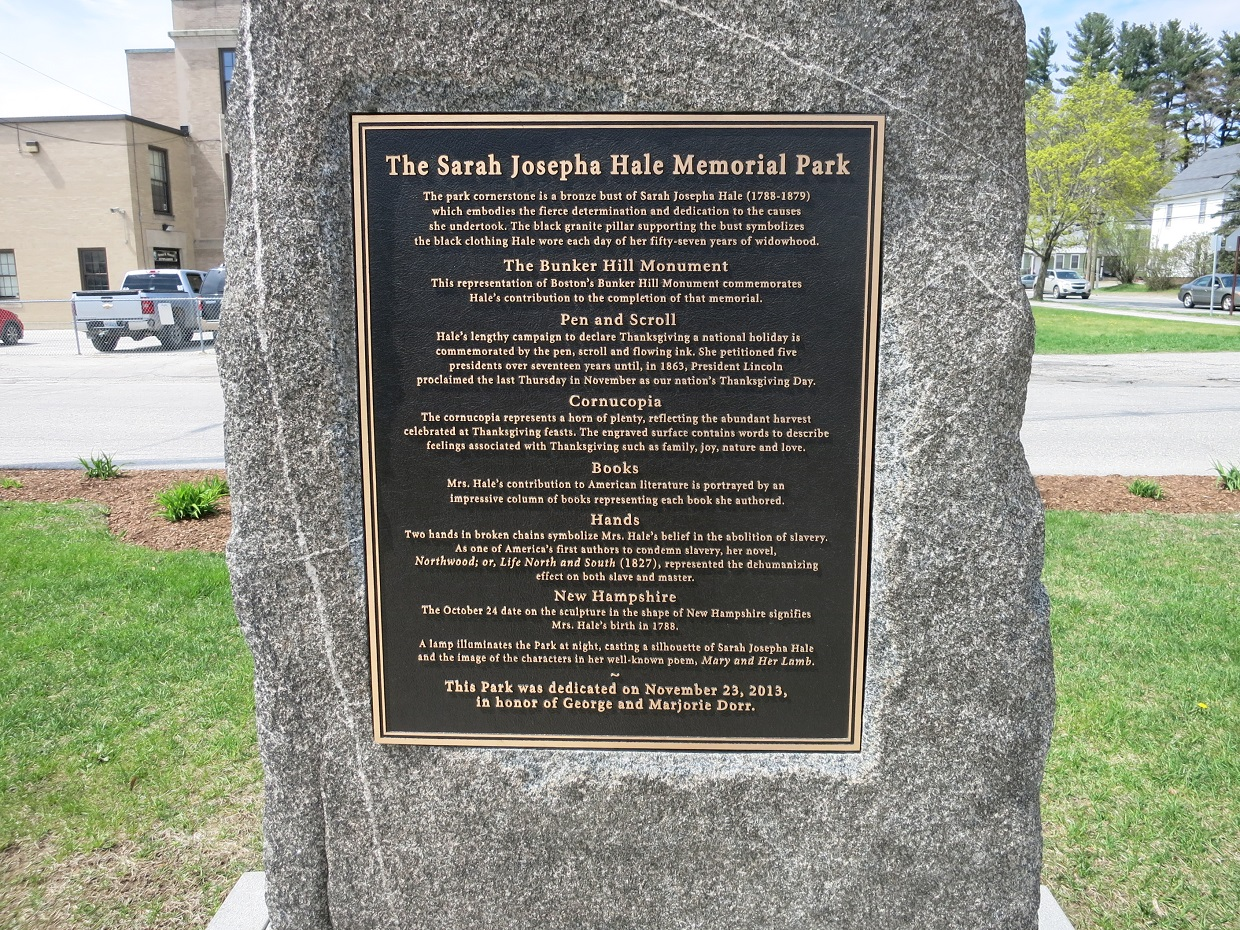
Plakette für Sarah Josepha Hale in Newport, NH

Der Liberty-Frachter Nr. 1538 (1943–1972) wurde nach Hale benannt, ebenso wie eine, 2021 geschlossene, Berufsschule des New York City Board of Education in Brooklyn.
Ein seit 1956 vergebener Literaturpreis, der Sarah Josepha Hale Award, ist nach ihr benannt. Zu den namhaften Preisträgern des Hale Award gehören Robert Frost (1956), Ogden Nash (1964), Elizabeth Yates (1970), Arthur Miller (1990) und Julia Alvarez (2017).
Hale wurde außerdem für die Vierte in einer Reihe historischer Wackelpuppen ausgewählt, die von der New Hampshire Historical Society hergestellt wurden. Im liturgischen Kalender der Episkopalkirche der USA wird Hale am 30. April mit einem eigenen Festtag geehrt.
Der Nachlass ihrer Korrespondenz befindet sich im Athenaeum of Philadelphia der University of Pennsylvania.

## Werke (Auswahl)
- The Genius of Oblivion; and Other Original Poems. J. B. Moore, Concord, NH 1823 (google.com).
- Northwood. Bowles & Dearborn, Boston, MA 1827 (google.com).
- Traits of American Life. E.L. Carey & A. Hart, Philadelphia, PA 1835 (google.com).
- Sketches of American character. Henry Perkins, Philadelphia, PA 1838 (google.com).
- The Good Housekeeper. Weeks, Jordan and Company, Boston, MA 1839 (google.com).
- Sarah Josepha Hale (Hrsg.): Aunt Mary’s new stories for young people. J. Munroe & Company, Boston, MA 1849 (google.de).
- The ladies’ new book of cookery: a practical system for private families in town and country. H. Long & Brother, New York City 1852 (archive.org).
- Liberia; or, Mr. Peyton’s Experiments. Harper & Brothers, New York City 1853 (google.de).
- Flora’s Interpreter; or, The American Book of Flowers and Sentiments. Benajmin B. Mussey and Company, Boston, MA 1853 (google.de).
- The new household receipt-book. T Nelson & Sons, London 1854 (google.com).
- Woman’s Record: or Sketches of All Distinguished Women, from Creation to A.D. 1854. Harper & Brothers, New York City 1855 (google.de).
- Manners; or, Happy Homes and Good Society. J. E. Tilton and Company, Boston, MA 1868 (google.de).